# 宰娜卜·宾特·杰哈希
宰娜卜·宾特·杰哈希（阿拉伯语：‎，羅馬化：Zaynab bint Jaḥsh，590年641年—）是伊斯兰教先知穆罕默德的姑表妹与第七位妻子。

## 生平
宰娜卜的父亲杰哈希·本·利雅布是穆罕默德的同伴（萨哈巴）之一，母亲乌玛梅·宾特·阿布德·穆塔利卜则是古莱什部族首领阿布德·穆塔利卜之女，与穆罕默德父亲阿卜杜拉为亲兄妹。
宰娜卜的第一段结婚在其皈依伊斯兰教之前。丈夫姓名已不可考，不过记载他于622年去世。那时她已是穆斯林，跟随她的兄长从麦加迁移到麦地那。
约625年，穆罕默德提出让宰娜卜嫁给他的义子宰德‧本‧哈里达。宰德原是一位奴隶，曾被卖给穆罕默德发妻赫蒂彻的一个侄子。后来赫蒂彻将他作为结婚礼物送给穆罕默德，穆罕默德则释放了他并认其为义子。贵族出身的宰娜卜一开始可能考虑到宰德曾经为奴的经历而犹豫，但最终还是接受穆罕默德的提议，同意了这门婚事。不过这桩婚姻仅维持了不到两年便以离婚告终。
离婚后不久宰娜卜再嫁给穆罕默德。这打破了当时阿拉伯社会将义子等同于血亲、因而将娶义子前妻视为乱伦的传统看法。此后宰德的全名也从“宰德‧本‧穆罕默德”改回其本名“宰德‧本‧哈里达”。穆罕默德为与宰娜卜结婚而打破传统习俗的行为后来遭到了一些学者的批评。627年3月27日，宰娜卜离婚后的待婚期刚一结束她就与穆罕默德成婚。穆罕默德的另一位妻子阿伊莎后来提到宰娜卜是穆罕默德最喜爱的妻子之一。
穆罕默德于632年去世后，宰娜卜从未再离开过麦地那。大约九年之后，宰娜卜于约641年去世，是穆罕默德死后第一位离世的圣妻。